# M5公路 (俄羅斯)

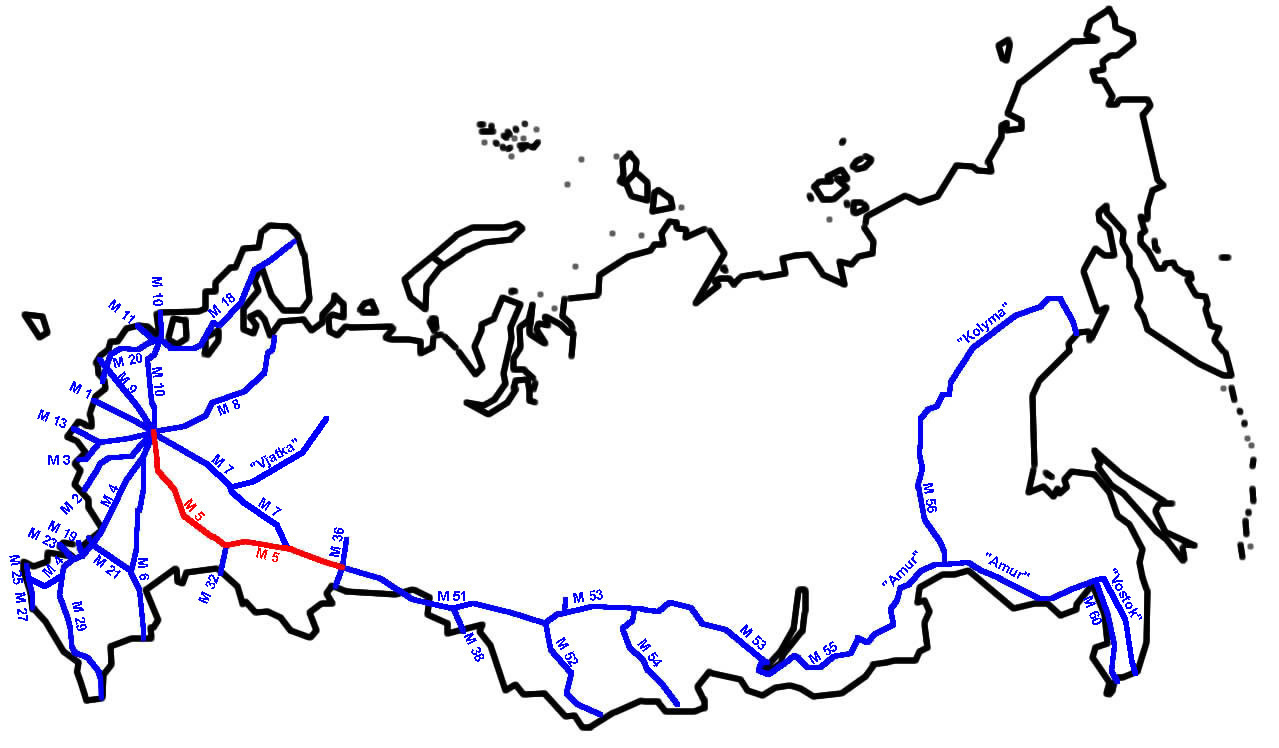
紅線為烏拉爾公路

M5聯邦公路，又稱烏拉爾公路（Урал）是俄羅斯的一條幹線公路，連接首都莫斯科和車里雅賓斯克，全長1,879公里。是歐洲E30公路的一部分，也是亚洲公路6号线（AH6）和亚洲公路7号线（AH7）的一部分。
M5公路包含两条支线，一条前往莫尔多瓦共和国首府萨兰斯克，另一条则前往接近哈萨克斯坦边境的奥伦堡巴拉希哈居民点。

## 沿途主要城市
- 梁贊
- 奔薩
- 萨马拉
- 烏法
- 车里雅宾斯克